# Jorge Ahijado
Jorge Ahijado es un compositor, cantante y actor español nacido en Oviedo (Asturias), un martes 1 de febrero de 1981.

## Biografía
Multinstrumentista autodidacta en el mundo de la música, a los 12 años formó su primera banda donde ejercía de solista. Una vez que aprendió a tocar la guitarra, formó varias bandas lo cual le dio mucha versatilidad a la hora de interpretar cualquier música, así como a la hora de escribir cualquier tipo de melodía.
A los 19 años se traslada a Sunderland, al norte de Inglaterra, país que le había influenciado en sus creaciones, donde se dedica más seriamente a aquello que le apasiona: la música.
En el año 2002 se traslada a Madrid, donde forma varios proyectos con los cuales graba 3 discos y realiza varias giras. Pero no fue hasta el verano de 2005 cuando decide formar su propio proyecto: Ahija2. La idea era crear un proyecto que, independientemente de la industria discográfica, trabajara como si de un gran grupo se tratase: planteamientos de giras, discos... todo.
Pone la voz, además, en varios anuncios televisivos.
2006 es un año decisivo. A principios de marzo entra a formar parte de Iguana Events, compañía de teatro-musical que crea sus propios espectáculos, como artista y compositor. Compone varios de ellos y actúan por distintas ciudades de España.
Ese mismo año Jorge Ahijado -guitarra y voz-, junto con Jim Kerr (desde Escocia) -teclados y voz-, David Ruiz -batería- , Paula Guida -percusión y coros- y Jesús Biezma –bajo- lograron dar conciertos en las mejores salas de Madrid y en otras muchas del resto de la península.
En noviembre también de 2006, sale al mercado Grandes Éxitos de Ahija2, un disco cargado de música, pasión, mensajes y energía. Producido por él mismo y que plasma perfectamente la riqueza musical que Ahija2 quieren ofrecer: desde el rock hasta el swing, pasando por el funky o hard rock.
En 2007 participa en el casting para el musical Jesucristo Superstar donde es elegido para representar un importante papel: Anás. Durante el 2007/2008 se representará Jesucristo Superstar en el teatro Lope de Vega de Madrid. Durante el 2008/2009 el mismo montaje hace una gira por España y así superan las 550 funciones y más de 400.000 personas de público.
En el 2009 protagoniza también el musical El Libro de la Selva en el personaje de Mowgly.
En el 2010 da el salto al teatro clásico siendo Puk en una versión de El sueño de una noche de verano de William Shakespeare. Más de 6 meses en cartel y con gran éxito de público. También en el mismo año forma parte de Piratas del Caribe (musical).
El 2011 comienza con la grabación de lo que será el primer disco en solitario de Jorge Ahijado que verá la luz en el 2012. Una grabación que desarrollarán íntegramente él mismo y Álvaro de Azkarate. Canciones compuestas íntegramente por Ahijado y que dará un nuevo gira a su carrera.
Además a principios del 2011 forma parte de Toys. A mediados del 2011 se confirma la gran y esperada noticia de que el musical del Rey León por fin llega a España y contará con Jorge Ahijado en el papel de Banzai...

## Experiencia profesional

### Grupos musicales
- Shivá, Su primer grupo de música, afincados en Oviedo y con los que dio sus primeros conciertos.
- Anillos de diamantes, banda de country-rock liderada por él mismo, con la que graba un disco con el mismo nombre.
- Star, en el que participa en la producción así como con distintos instrumentos: guitarra, teclados y bajo. Grabación de un disco llamado 25 horas.
- Sandro (cantautor madrileño), en el que realiza los arreglos, coros y toca los teclados.
- Ahija2 (2005–2009), banda de rock/pop/R&B con la que ha editado el disco Grandes Éxitos.
- Teparatres (2009-) Siguen juntos en la actualidad. Además de un repertorio de covers elegido por ellos con grandes clásicos han estrenado grandes espectáculos como Música a la Carta siendo la banda central del Hard Rock Café de Madrid.
- Jorge Ahijado (2010-), ya centrado en su carrera en solitario y con nuevas canciones, ideas y energía renovada rock/pop/R&B.

### Teatro-Musical

#### Interpretación
- Esos locos fantasmas (2014-)
- Los invencibles (2015)
- Gala Aniversario Stage Entertainment 15 Aniversario (2014)
- El Rey León (2011–2014), uno de los musicales más importantes de la historia. Basado en la película de Disney que ellos mismos llevan a escena en manos de Julie Taymor con la música de Hans Zimmer, Elton John, Lebo M...
- Toys (2011),
- Piratas en el Caribe (2010), Fergashow producciones.
- El sueño de una noche de verano (2010) de William Shakespeare un gran clásico. Jorge Ahijado como Puk.
- El libro de la Selva (2009) en el papel de Mowgly.
- Jesucristo Superstar (2008–2009), gira por España.
- Jesucristo Superstar (2007–2008), dirigida por Stephen Rayne, como Anás. En el teatro Lope de Vega.
- Aventuras en el Reino de la Fantasía, dirigida y escrita por Juan Carlos Guerra. Personaje: Detritus, un sargento bufón y torpe que arrancaba sonrisas a cada momento. Durante principios del 2007 en el teatro Alcázar.
- Rebelión de los juguetes (2007), en su primera versión, como Peter, papel protagonista.
- Limbo Rock (2006-2007), como Inciso, un demonio con mal genio que vive en el Limbo.
- La vuelta al mundo en 80 días (2006). Varios personajes: trovador en Francia, cowboy en USA, caballero-inventor en Londres...
- Nubia (2006), como Garish, elfo azul de los bosques involucrado en una guerra en la que anima al héroe a luchar.

#### Composición y letras
- La Caja Mágica (2015), íntegra. Composición, guion y dirección.
- El Bosque Mágico (2015), íntegra. Composición, guion y dirección.
- Esos Locos Fantasmas (2015) Composición, guion y dirección y producción completa.
- Cristóbal Colón destino Gran Canaria (2013)
- Toys (2010), íntegra.
- El Sueño de una Noche de Verano (2010), íntegra.
- Piratas en el Caribe (2009), íntegra.
- El Libro de la Selva (2009)
- Piratas en el Caribe 3 (promocional de la película) (2007), dos de las tres canciones.
- Rebelión de los juguetes (2007), íntegra.
- Navidades On Ice (2006-2007), íntegra.
- Limbo Rock (2006-2007), íntegra.
- La vuelta al mundo en 80 días (2006), íntegra.
- Nubia (2006), íntegra.